# 족발 (소설)
족발(豕蹄)은 궈모뤄가 역사를 주제로 삼아서 쓴 콩트 형식의 소설이다. 위인들이 체면치레에 급급한 면모를 보인다.

## 소개
≪족발≫은 1927년 제1차 국공 합작이 결렬되고 궈모뤄가 일본으로 망명을 떠나 그곳에서 창작한 작품을 모아 출판한 것이다. 이 책에는 열 편의 작품이 실려 있다.
＜맹자, 부인을 내쫓다(孟夫子出妻)＞는 공자 사상의 계승자로 인정받아 아성(亞聖)으로 일컬어지는 맹자를 평범한 보통 사람으로 그려낸 작품이다. 맹자는 공자를 본받아 수양을 쌓음으로써 성현이 되고자 뜻을 세웠지만, 아름다운 부인으로 말미암아 번번이 뜻을 이루지 못하게 되자 내쫓을 결심을 한다.
＜공자님의 식사(孔夫子吃飯)＞는 성인 공자를, 보통 사람의 감정을 지닌 한 인간으로 그려낸 작품이다. 이 작품에서 공자는 제자들과 함께 유세를 다니던 중 제후국 간에 벌어진 아귀다툼에 휘말려 곤궁한 처지가 되자 배고픔을 느낀 나머지 제자의 행동을 의심한다.
＜칠원리 장자가 양나라로 유세를 가다(漆園吏游梁)＞는 장자를 소재로 한 작품이다. 칠원리라는 미관말직을 그만두고 송나라로 돌아온 장자가 생활고로 친구에게 쌀을 꾸려다가 거절당하고, 다시 친구가 재상으로 있는 양나라로 갔다가 봉변을 당한다.
＜공자묘를 찾아온 마르크스(馬克思進文廟)＞는 동양과 서양에서 각각 한 시대를 풍미했던 두 사상가를 동일한 공간과 시간에 등장시킨 흥미로운 작품이다. 마르크스가 수행원들을 대동하고 공자의 사당을 방문한다는 가상의 상황을 설정하고 있다.
＜초패왕의 자살(楚覇王自殺)＞은 유방과 싸우던 항우가, 결국 패하여 자살하고 만다는 내용을 다루고 있다. 작가는 항우가 유방에게 패할 수밖에 없었던 것이 그 자신의 중대한 착각 때문이었다고 평가하고 있다.
＜제나라 용사의 무예 대결(齊勇士比武)＞은 춘추전국시대에 대국 연나라의 침략을 목전에 둔 상태에서도 힘을 합쳐 싸우지 않고 각자의 살을 파먹는 싸움을 벌이다 결국 둘 다 비극적인 최후를 맞이하는 제나라의 두 용사를 시적인 형태로 그려낸 작품이다.
＜진시황의 임종(秦始皇將死)＞에서 진시황은 즉위한 이래 저지른 갖가지 폭정을 스스로 반성한다. 무도한 통치자는 반드시 천하를 잃는다는 진리를 역설했다.
＜사마천의 분기탱천(司馬遷發憤)＞은 방대한 역사서를 쓴 사마천의 모습에서, 망명 기간에 중국 고대사 연구에 몰두했던 작가 자신의 모습이 투영된 작품이다.
＜노자의 입관기(柱下史入關)＞는 노자의 은둔사상을 비판했다. 1920년대 격동기에 노자의 무위사상·은둔사상은 시대정신과 맞지 않는다는 사실을 말한 것이다.
＜가의의 통곡(賈長沙痛哭)＞은 나라를 위해 큰 뜻을 품었던 능력 있는 젊은이가 어처구니없게 죽음을 맞이한 것은 한 개인의 비극일 뿐만 아니라 그가 속해 있는 사회와 국가에 있어서도 크나큰 손실이라는 내용을 담았다.
- 신진호 역, 지만지 2013년, ISBN 979-11-304-1132-3